# Finse
Finse è una località, posta a 1222 metri slm sull'omonimo lago, del comune di Ulvik nella contea del Vestland in Norvegia. Caratteristica peculiare è di non essere collegata tramite nessuna strada pubblica carrozzabile, per cui le uniche vie per accedervi sono la ferrovia e, durante i mesi estivi, i sentieri montani percorribili a piedi o in bicicletta.
Finse si trova sulla ferrovia Oslo-Bergen, che collega i due centri più popolosi del paese e costituisce la stazione più elevata raggiunta dall'intera rete norvegese. Tutti i treni passeggeri hanno fermata prevista a Finse; anche lo scambio delle merci avviene tramite questo mezzo. Nel 1993 è stato aperto un tunnel lungo poco più di dieci chilometri in direzione di Bergen permettendo di eliminare la parte di percorso più esposta alle abbondanti nevicate. La rimessa della stazione di Finse è stata di conseguenza trasformata in un museo ferroviario della linea ove è possibile anche visitare due vecchi spazzaneve.
Finse è rinomata in inverno per la pratica dello sci di fondo e di snowkiting e snowsailing sul lago ghiacciato, d'estate per escursioni a piedi e in bicicletta anche sul vicino ghiacciaio Hardangerjøkulen. Possiede alcune strutture ricettive, un albergo, un ostello e alcuni appartamenti privati.
Finse è sede del centro di ricerche alpine delle università di Oslo e di Bergen.

## Geografia fisica

### Clima
Sebbene Finse si trovi nel sud del paese e a distanza relativamente breve dal mare dei fiordi, l'altitudine le conferisce un clima subpolare. Non è presente vegetazione d'alto fusto, la neve persiste al suolo da ottobre a maggio e per un periodo poco più breve il lago è ghiacciato. Le estati sono relativamente piovose e la temperatura supera raramente i 16 gradi.

## Finse e la Spedizione Terra Nova
I membri della sfortunata spedizione Terra Nova di Scott al Polo Sud si allenarono in questa località. Un monumento ricorda coloro che persero la vita.

## Finse nel cinema
Le immagini del film Guerre stellari - L'Impero colpisce ancora relative al pianeta Hoth furono girate in questa località nel 1979.